# II. općinska nogometna liga Slavonski Brod 1986./87.
II. općinska nogometna liga Slavonski Brod za sezonu 1986./87. je bila liga sedmog stupnja nogometnog prvenstva Jugoslavije. 

Liga je igrana u dvije skupine:
- "Istok" – 11 klubova, prvak "Slavonac" iz Starih Perkovaca
- "Zapad" – 12 klubova, prvak "Posavac" iz Ruščice

## Istok
Ljestvica
| mj. | klub                     | ut. | pob. | ner. | por. | gol+ | gol- | bod |
| --- | ------------------------ | --- | ---- | ---- | ---- | ---- | ---- | --- |
| 1.  | Slavonac Stari Pekovci   | 20  | 12   | 5    | 3    | 37   | 19   | 29  |
| 2.  | VSK Donja Vrba           | 20  | 10   | 7    | 3    | 43   | 25   | 27  |
| 3.  | Radnički Sapci           | 20  | 10   | 6    | 4    | 59   | 27   | 36  |
| 4.  | Sloga Jaruge             | 20  | 9    | 6    | 5    | 40   | 28   | 24  |
| 5.  | Graničar Slavonski Šamac | 20  | 7    | 6    | 7    | 36   | 26   | 20  |
| 6.  | Slaven Trnjani           | 20  | 8    | 2    | 10   | 46   | 53   | 18  |
| 7.  | Dilj Klokočevik          | 20  | 7    | 4    | 9    | 27   | 48   | 18  |
| 8.  | Naprijed Trnjanski Kuti  | 20  | 7    | 3    | 10   | 36   | 54   | 17  |
| 9.  | Sloga Vrpolje            | 20  | 5    | 5    | 10   | 24   | 41   | 15  |
| 10. | Sava Svilaj              | 20  | 7    | 1    | 12   | 27   | 47   | 15  |
| 11. | Šokadija Sredanci        | 20  | 4    | 2    | 14   | 19   | 44   | 10  |

Rezultatska križaljka
| kratica | klub                     | DILJ | GRA | NAP | RAD | SAVA | SLAVE | SLAVO | SLOJ | SLOV | ŠOK | VSK |
| --- | ------------------------ | ---- | --- | --- | --- | ---- | ----- | ----- | ---- | ---- | --- | --- |
| DILJ | Dilj Klokočevik          |      |     |     |     |      |       |       |      |      |     |     |
| GRA | Graničar Slavonski Šamac |      |     |     |     |      |       |       |      |      |     |     |
| NAP | Naprijed Trnjanski Kuti  |      |     |     |     |      |       |       |      |      |     |     |
| RAD | Radnički Sapci           |      |     |     |     |      |       |       |      |      |     |     |
| SAVA | Sava Svilaj              |      |     |     |     |      |       |       |      |      |     |     |
| SLAVE | Slaven Trnjani           |      |     |     |     |      |       |       |      |      |     |     |
| SLAVO | Slavonac Stari Pekovci   |      |     |     |     |      |       |       |      |      |     |     |
| SLOJ | Sloga Jaruge             |      |     |     |     |      |       |       |      |      |     |     |
| SLOV | Sloga Vrpolje            |      |     |     |     |      |       |       |      |      |     |     |
| ŠOK | Šokadija Sredanci        |      |     |     |     |      |       |       |      |      |     |     |
| VSK | VSK Donja Vrba           |      |     |     |     |      |       |       |      |      |     |     |
| |                          |      |     |     |     |      |       |       |      |      |     |     |
| podebljan rezultat - utakmice od 1. do 11. kola (1. utakmica između klubova) rezultat normalne debljine - utakmice od 12. do 22. kola (2. utakmica između klubova) rezultat nakošen - nije vidljiv redoslijed odigravanja međusobnih utakmica iz dostupnih izvora rezultat smanjen * - iz dostupnih izvora nije uočljiv domaćin susreta prekrižen rezultat - poništena ili brisana utakmica p - utakmica prekinuta 3:0 p.f. / 0:3 p.f. - rezultat 3:0 bez borbe |                          |      |     |     |     |      |       |       |      |      |     |     |

## Zapad
Ljestvica
| mj. | klub                        | ut. | pob. | ner. | por. | gol+ | gol- | bod |
| --- | --------------------------- | --- | ---- | ---- | ---- | ---- | ---- | --- |
| 1.  | Posavac Ruščica             | 22  | 16   | 4    | 2    | 69   | 29   | 36  |
| 2.  | Posavac Kaniža              | 22  | 12   | 5    | 5    | 34   | 22   | 29  |
| 3.  | Slavonac Slavonski Kobaš    | 22  | 12   | 4    | 6    | 38   | 26   | 28  |
| 4.  | Gaj Zbjeg                   | 22  | 12   | 4    | 6    | 37   | 30   | 28  |
| 5.  | Sava Slavonski Brod         | 22  | 11   | 2    | 9    | 33   | 27   | 24  |
| 6.  | Vinogorac Brodsko Vinogorje | 22  | 9    | 4    | 9    | 43   | 38   | 22  |
| 7.  | Budainka Slavonski Brod     | 22  | 8    | 5    | 9    | 39   | 28   | 21  |
| 8.  | BONK Bebrina                | 22  | 8    | 3    | 11   | 28   | 44   | 19  |
| 9.  | Polet Stari Slatinik        | 22  | 6    | 6    | 10   | 26   | 33   | 18  |
| 10. | Proleter Šumeće             | 22  | 7    | 4    | 11   | 38   | 49   | 18  |
| 11. | ASK Gornji Andrijevci       | 22  | 3    | 4    | 15   | 21   | 59   | 10  |
| 12. | Mladost Malino              | 22  | 3    | 4    | 15   | 21   | 59   | 10  |

Rezultatska križaljka
| kratica | klub                        | ASK | BONK | BUD | GAJ | MLA | POL | POSK | POSR | PRO | SAVA | SLA | VIN |
| --- | --------------------------- | --- | ---- | --- | --- | --- | --- | ---- | ---- | --- | ---- | --- | --- |
| ASK | ASK Gornji Andrijevci       |     |      |     |     |     |     |      |      |     |      |     |     |
| BONK | BONK Bebrina                |     |      |     |     |     |     |      |      |     |      |     |     |
| BUD | Budainka Slavonski Brod     |     |      |     |     |     |     |      |      |     |      |     |     |
| GAJ | Gaj Zbjeg                   |     |      |     |     |     |     |      |      |     |      |     |     |
| MLA | Mladost Malino              |     |      |     |     |     |     |      |      |     |      |     |     |
| POL | Polet Stari Slatinik        |     |      |     |     |     |     |      |      |     |      |     |     |
| POSK | Posavac Kaniža              |     |      |     |     |     |     |      |      |     |      |     |     |
| POSR | Posavac Ruščica             |     |      |     |     |     |     |      |      |     |      |     |     |
| PRO | Proleter Šumeće             |     |      |     |     |     |     |      |      |     |      |     |     |
| SAVA | Sava Slavonski Brod         |     |      |     |     |     |     |      |      |     |      |     |     |
| SLA | Slavonac Slavonski Kobaš    |     |      |     |     |     |     |      |      |     |      |     |     |
| VIN | Vinogorac Brodsko Vinogorje |     |      |     |     |     |     |      |      |     |      |     |     |
| |                             |     |      |     |     |     |     |      |      |     |      |     |     |
| podebljan rezultat - utakmice od 1. do 11. kola (1. utakmica između klubova) rezultat normalne debljine - utakmice od 12. do 22. kola (2. utakmica između klubova) rezultat nakošen - nije vidljiv redoslijed odigravanja međusobnih utakmica iz dostupnih izvora rezultat smanjen * - iz dostupnih izvora nije uočljiv domaćin susreta prekrižen rezultat - poništena ili brisana utakmica p - utakmica prekinuta 3:0 p.f. / 0:3 p.f. - rezultat 3:0 bez borbe |                             |     |      |     |     |     |     |      |      |     |      |     |     |